# Styrax nunezii
Styrax nunezii là một loài thực vật có hoa trong họ Bồ đề. Loài này được P.W.Fritsch mô tả khoa học đầu tiên năm 2004.